# Diego Bianki
Diego Bianki (su apellido de nacimiento es Bianchi) es un ilustrador, dibujante, artista plástico, docente y editor argentino, sus libros fueron traducidos al coreano, alemán, francés y portugués. En sus ilustraciones utiliza collages, objetos pintados y técnicas mixtas (incluyendo material de descarte como papel, cartón y otros residuos). Fundó el sello editorial Pequeño editor. Reside en la ciudad de Colonia del Sacramento desde 1999.

## Biografía
Su familia lo apoyó desde temprana edad en su vocación por el arte. A los 17 años se graduó como maestro de dibujo en el Bachillerato de Bellas Artes de la Universidad de La Plata, después de lo cual comenzó con la carrera de Diseño y Comunicación Visual.

## Trayectoria
Se trasladó a la Ciudad de Buenos Aires en 1985 y allí comenzó a publicar la historieta "El detective Frac Aso" para la revista Billiken. Colaboró para los periódicos La Vanguardia de Barcelona, y Público de Madrid. A partir de 1990 realizó las portadas de la revista dominical del diario Clarín.
En 1993 Fue cofundador junto a Sergio Langer de la revista underground "El lápiz japonés". El grupo responsable de este proyecto se completaría con Sergio Kern, Elenio Pico y Ral Veroni.
Funda en 2003, junto con Ruth Kaufman, la editorial "Pequeño Editor", que publicaría trabajos de artistas gráficos en géneros como el cómic, el libro infantil y el libro de artista.
Ilustró para el suplemento Eñe del diario Clarín de Argentina; diario Público de Madrid y La Vanguardia de Barcelona. Se desempeñó como docente la Facultad de Diseño y Comunicación, Universidad de Palermo.
En 2009 Publica su libro "Con la cabeza en las nubes" con la colaboración de artistas como Maitena, Isol, Elenio Pico, Guillermo Ueno y Cristian Turdera y Ral Veroni entre otros. Los ilustradores dibujaron sobre fotos de nubes utilizando su propia imaginación según las formas que estas sugerían.
En 2010 realiza el evento "El arte desarma tu cabeza "; una performance donde se convoca a 24 artistas: narradores, poetas, ilustradores, y de otras ramas del arte, a construir un rompecabezas gigante, cuatro metros de largo, más de dos metros de alto y dos metros de espesor). El objetivo fue la interacción entre distintas áreas culturales; como la lectura, la escritura, la plástica y el juego.  Performance replicada luego en Barcelona, Chile, Uruguay, Venezuela, Nicaragua y Colombia, entre otros países. Esta experiencia, según comenta Bianki en una entrevista de Carolina Duek para la publicación "Mapa de niños", fue la que inspiró su libro rompecabezas publicado en 2017, donde utiliza como material, cajas de cartón que reutiliza, pinta, y coloca de modo para que encajen unas con otras.
Obtiene en 2012 el Diploma al mérito en Artes Visuales de la Fundación Konex.  Es autor de un gran número de collages basados en textos de poetas que escribieron sobre Buenos Aires: César Fernández Moreno, Raúl González Tuñón, Ezequiel Martínez Estrada, Macedonio Fernández y Oliverio Girondo, Enrique Santos Discépolo, Luca Prodan, Cucurto, Luisa Valenzuela, Juan José Saer y Xul Solar entre otros.
Con el lema "Recuperar, reciclar y reutilizar", publica en 2017 su libro "Rompecabezas".
En 2018 ilustra "Cuentos cansados", una serie de relatos para niños escrita por el uruguayo Mario Levrero. Este trabajo recibe el Premio "Fundación Cuatro Gatos 2019".
En 2019 participó como jurado Muestra de Ilustradores de la Feria del Libro Infantil de Bolonia, Italia. En abril de 2020, con el apoyo de la Intendencia de Colonia y de la Administración Nacional de Puertos del Uruguay, se inauguran tres murales en el sector de arribos del Puerto de Colonia, Uno pertenece a Diego Bianki, y los otros dos, a los artistas Daniela Gómez Merladett (Potok) y Jorge ‘Perico’ Carbajal. Cada uno tiene una dimensión de 7 metros de largo por 3,70 de alto; el diseñado por Bianki presenta una temática relacionada con el candombe y el carnaval; la escena está ambientada en el Barrio del Real de San Carlos de esa Ciudad.  También en 2020 tomaría forma de cortometraje para el canal Pakapaka, con la participación de Ruth Kaufman y Raquel Franco.
En 2022 fue jurado en el Premio Artes Visuales de la fundación Konex. En 2024 publica dos nuevos libros en coautoría con Ruth Kaufman "Reír en serio" y "Un fantasma contra el aburrimiento".

## Publicaciones
- Rompecabezas
- Quebracabezas
- Cuentos cansados (con Mario Levrero)
- Con la cabeza en las nubes
- La luna está llena
- Candombe. Fiebre de carnaval
- Nube con forma de nube
- Papeles fútiles
- La luna está llena
- Cinco besos (con Ruth Kaufman)
- Abecedario, correr, bailar y otras palabras importantes
- Vocales al vuelo
- Muy lejos de la tierra (con Ruth Kaufman)

## Premios
- Educational Award, por el libro "Con la cabeza en las nubes", Seúl 2009
- Premio Estilo Profesional 2010 entregado por la Comunidad de Tendencias DC de la Facultad de Diseño y Comunicación.
- Premio Konex 2012: Ilustración[5]
- BOP Bologna Prize 2015, como mejor editor de Latinoamérica
- Premio Fundación Cuatrogatos 2015, por el libro “Rompecabezas”
- Finalista Prix Jeneusse, por la serie "Con la cabeza en las nubes", München 2019
- White Ravens, Internationale Jugendbibliotek, München 2019
- Premio Fundación cuatro gatos, por el libro “Cuentos cansados” Levrero-Bianki, Miami 2019.
- Bienal de ilustración IlustrArte de Portugal por el libro “Rompecabezas”
- Premio New Horizons por el libro "Abecedario"
- Por el libro “Diccionario para armar”, ediciones Conaculta, en la Feria del Libro Infantil de Bolonia